# Giuseppe Rose
Giuseppe Rose (Grimaldi, 6 settembre 1921 – Cosenza, 18 luglio 1975) è stato un anarchico, pittore e poeta italiano.

## Biografia
Laureato giovanissimo in giurisprudenza, partecipò alla guerra (1943). Tornato a Cosenza, iniziò la carriera di avvocato che esercitò per molti anni. Si trasferì a Milano ed in seguito in Svizzera, dove si dedicò al giornalismo. Durante il suo soggiorno a Milano, si avvicinò ai gruppi anarchici con cui simpatizzò. Studioso di problemi politico-sociali, approfondì le idee dell'anarchismo e ne approfondì le ideologie. Fu in questi anni che assunse la direzione della rivista anarchica Volontà, fino al 1972; fu collaboratore fisso di Umanità Nova e di Il Libertario. 
Intanto si dedicava alla cura e alla traduzione in italiano di diverse opere straniere, tra le altre il saggio di Michail Bakunin, Dio e lo Stato. Tra le sue pubblicazioni: Marxismo e bolscevismo di fronte al problema dell'autogestione e Le aporie del marxismo libertario.
Scomparso prematuramente nell'estate del 1975, Rose ha lasciato due importanti lavori: la Bibliografia di Bakunin, pubblicata postuma dalle edizioni Anarchismo come premessa alle Opere Complete di Bakunin, e la Bibliografia dell'anarchismo, incompiuta, i cui materiali preparatori sono apparsi in due numeri della rivista Volontà (6/1975 e 2/1976). La sua biblioteca personale, di grande pregio per le opere antiche e rare che contiene, è oggi depositata presso la Biblioteca Civica di Cosenza.
La sua personalità complessa lo portava a spaziare anche nel campo della pittura e in quello della poesia. Tenne numerose mostre in Italia ed in Svizzera, ottenne numerosi premi, l'ultimo a Catania nel 1974.